# エレーノ・ジ・フレイタス
エレーノ・ジ・フレイタス（Heleno de Freitas、1920年2月12日 - 1959年11月8日）は、ブラジル・ミナスジェライス州サンジョアン・ネポムセーノ出身のサッカー選手である。
ストライカーだったエレーノはキャリアの大半をボタフォゴで過ごし、同クラブではその多くがヘディングによる209ゴールをあげた。1948年、アルゼンチンのボカ・ジュニアーズに移籍するが、翌年はブラジルに戻り、ヴァスコ・ダ・ガマで1949年のカンピオナート・カリオカに優勝した。彼はリオデジャネイロのアメリカでキャリアを終えた。同クラブでの出場は1試合のみで、それは彼にとって最初で最後のマラカナンでの試合だった。彼は未治療梅毒に関連する合併症によって、1959年にバルバセーナの療養所で死亡した。
ジ・フレイタスはブラジル代表では18試合に出場して19ゴールをあげ、チームは1945年と1946年のコパ・アメリカに準優勝した。1945年大会ではノルベルト・メンデスと並び得点王となった。
マルコス・エドゥアルド・ネヴェスはエレーノ・ジ・フレイタスの伝記 Nunca houve um homem como Heleno （ポルトガル語で『エレーノのような男はいなかった』）を著した。同書の題名は、リタ・ヘイワースが映画『ギルダ』で演じた登場人物のように、彼も優れた容貌と癇癪持ちだったことから付けられたあだ名「ギルダ (Gilda) 」にちなむ。コロンビアでは、コロンビア人の作家・スポーツ記者のアンドレス・サルセドが、エレーノ・ジ・フレイタスが主要な登場人物である El día en que el Fútbol Murió: Triunfo y tragedia de un dios （『サッカーが死んだ日：ある神の勝利と悲劇』）という本を執筆した。
2012年、ブラジルの映画監督ジョゼ・エンリケ・フォンセカはエレーノ・ジ・フレイタスの人生を基にした映画『サッカーに裏切られた天才、エレーノ』（原題：Heleno）を発表した。ロドリゴ・サントロがエレーノ・ジ・フレイタス役を演じた。同作は、サッカーの舞台における彼の業績を描くことよりも、彼の私生活、とりわけエーテル中毒や精神疾患に陥った晩年に焦点をあてたものとなっている。

## タイトル

### クラブ
ヴァスコ・ダ・ガマ
- カンピオナート・カリオカ: 1949

### 代表
ブラジル
- ロカ・カップ（英語版） 優勝: 1945
- コパ・リオ・ブランコ（英語版） 優勝: 1947
- コパ・アメリカ 準優勝: 1945, 1946